# Twin Law
Der Twin Law ist ein 447 Meter hoher Hügel der Lammermuir Hills. Er liegt nahe dem Südostrand der Hügelkette in der schottischen Council Area Scottish Borders.

## Beschreibung

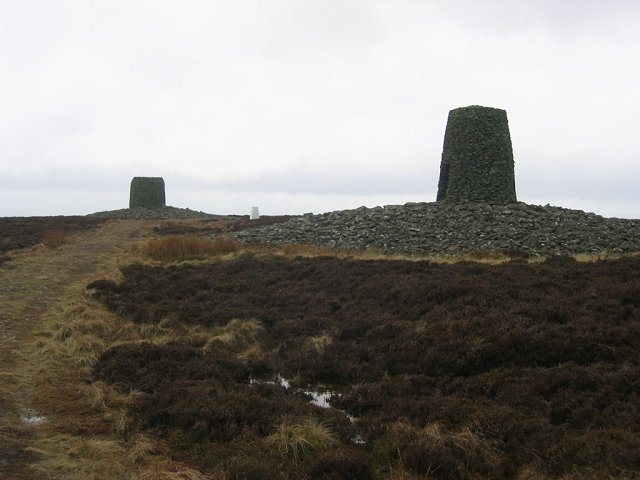
Die Twinlaw Cairns

Der Twin Law erhebt sich etwa zwölf Kilometer nordöstlich von Lauder und 16 Kilometer nordwestlich von Duns. Die nächstgelegenen Ortschaften sind das etwa fünf Kilometer südlich gelegene Westruther und das sieben Kilometer nordöstlich gelegene Longformacus. Aufgrund seiner Randlage in den Lammermuir Hills bildet der Twin Lawn, auch wegen der markanten Cairns auf seiner Kuppe, eine Landmarke. Von seinem Südhang fließen die Quellbäche des Blackadder Water ab, während an seinem Nordhang die Quellbäche des Watch Water entspringen, das vor der Ostflanke zum Watch Water Reservoir aufgestaut ist.
Über die Kuppe des Twin Law führt der Fernwanderweg Southern Upland Way. An seinen Ost- und Westhängen wurde im 19. Jahrhundert Stein gebrochen.

## Geschichte
Auf der Kuppe des Twin Law befinden sich die Twinlaw Cairns. Einer Legende zufolge resultieren sie aus der Schlacht auf dem Twin Law. Bei dieser sollen sich unwissentlich Zwillingsbrüder, von denen einer im Kindesalter von angelsächsischen Angreifern entführt worden war, im Zweikampf gegenübergestanden haben. Der schottische Sieger soll sich, nachdem klar wurde, dass er seinen Bruder erschlagen hatte, die Verbände vom Leib gerissen haben und auf dem Körper seines Bruders gestorben sein. Die sich gegenüberstehenden Truppen sollen gemeinschaftlich die Cairns zum Gedenken aufgeschichtet haben. Im Zweiten Weltkrieg dienten die Cairns als Trainingsziele für Panzerbeschuss. Sie wurden später wieder aufgerichtet.
Seit dem 13. Jahrhundert ist das Gut Wedderlie vor dem Südhang des Twin Law belegt. Im Spätmittelalter befand sich dort ein Wehrbau. Heute ist es Standort von Wedderlie House. Aus dem frühen 17. Jahrhundert stammt das Tower House Evelaw Tower vor dem Südosthang.